# Tuchlovice
Tuchlovice é uma comuna checa localizada na região da Boêmia Central, distrito de Kladno.